# 6036 Weinberg
6036 Weinberg este o planetă minoră (asteroid), cu un diametru de 6,394 km, din centura de asteroizi. A fost descoperită pe 13 februarie 1988 la Observatorul La Silla de Eric Walter Elst și a fost numită după Steven Weinberg. 
Obiectul prezintă o orbită caracterizată de o semiaxă mare de 2,7563875 UAi, o excentricitate de 0,2, o înclinație de 13,89314 ° în raport cu ecliptica.